# German Masters 1999 (Badminton)
Die German Masters 1999 im Badminton fand vom 24. bis zum 25. Mai 1999 in Goldbach statt.

## Finalergebnisse
| Disziplin    | Sieger                          | Finalist                      | Ergebnis          |
| ------------ | ------------------------------- | ----------------------------- | ----------------- |
| Herreneinzel | Oliver Pongratz                 | Shen Li                       | 15:1, 15:4        |
| Dameneinzel  | Petra Overzier                  | Katja Michalowsky             | 11:2, 11:4        |
| Herrendoppel | Michael Helber Björn Siegemund  | Christian Mohr Joachim Tesche | 15:8, 15:13       |
| Damendoppel  | Karen Stechmann Nicole Grether  | Petra Overzier Anne Hönscheid | 16:17, 15:5, 15:4 |
| Mixed        | Björn Siegemund Karen Stechmann | Boris Reichel Sandra Beißel   | 15:4, 15:7        |